# Скоропадский, Василий Ильич
Василий Ильич Скоропадский (Умань, Корона Королевства Польского — 1727, Березна) — военный и политический деятель. Выходец из рода Скоропадских. Второй сын Ильи Скоропадского. Брат гетмана Ивана Скоропадского. Войсковой канцелярист (1676), сотник Березинской сотни (1697—1709), полковник обозный Черниговского полка (1713—1721), генеральный бунчужный (1726—1727).

## Биография
Родился в Умани. Проходил обучение в Киево-Могилянской академии. В 1674 году переселился вместе с братом Иваном Скоропадским на Левобережную Украину. Служил у гетмана Ивана Самойловича в Генеральной войсковой канцелярии. В 1676 году получил должность войскового канцеляриста, занимался дипломатической деятельностью. В октябре-ноябре 1776 года отправлен как посол в Москву. В 1682 году вместе с казаками из Березинской сотни присутствовал на торжественной церемонии интронизации русских царей Ивана V и Петра I. Во время гетманства Ивана Мазепы занимал должность березинского сотника Черниговского полка (1697—1709). В 1705 году Скоропадский принимал участие в походе на Старый Константинов. Во время гетманства брата Ивана Скоропадского получил должность полкового обозного Черниговского полка — командира полковой артиллерии (1713—1721). В 1726 году, при правлении Малороссийской коллегии, вступил в должность генерального бунчужного. Скончался в 1727 году. 

## Семья
- Жена: Имя неизвестно, (?—1695) — дочь Павла Голубовича, генерального есаула. Умерла бездетной.
- Жена (с 1705): Ксения Томовна.
  - Сыновья

- Михаил Скоропадский (ум. 1758).
- Иван Скоропадский (ум. 1746), генеральный есаул.

- Дочери

- Анастасия Скоропадская (ум. 1723), муж — Федор Кочубей (ум. 1729)
- Прасковья Скоропадская (ум. 1727), муж — Иван Забила — хорунжий Генеральной военной канцелярии).

- Иван Ильич Скоропадский (1646—1722), старший брат, гетман
- Павел Скоропадский (ум. 1739), младший брат